# Sugar and Molasses Act
La Sugar and Molasses Act est une loi britannique sur les sucres et mélasses de 1733 imposant une taxe de six cents sur chaque gallon de mélasse entrant aux treize colonies américaines.
Elle sera suivie en 1764 par le Sugar Act du premier ministre George Grenville après la victoire britannique lors de la guerre de Sept Ans

## Historique
Cette loi répond à l'expansion rapide du sucre à Saint-Domingue, île française qui concurrence la Jamaïque britannique, pour approvisionner les distilleries de rhum de la Nouvelle-Angleterre, alors l'un des secteurs préindustriels les plus dynamiques, avec la construction navale et le salage de poissons, selon l'historien Fernand Braudel.
Cette taxe, négociée à Londres par le lobby colonial, vise à atténuer l'effet de la lourde fiscalité sur le sucre votée par le parlement lors de la révolution financière britannique de la fin du XVIIIe siècle, pour financer la Royal Navy.
Entre 1688 et 1713, en 25 ans, les impôts sont passés de 3 % à 9 % du PIB britannique, tandis que la dette publique a été multipliée par 36 et que le traité d'Utrecht consacre l'Angleterre comme la première puissance maritime.
Les planteurs soulignaient que le sucre des îles françaises entre en France par le port de Dunkerque quasiment net de taxes. Dès 1685, le relèvement important des taxes sur les sucres raffinés, décidé par un parlement souhaitant éviter le renforcement des pouvoirs jacobites aux Antilles avait provoqué leur colère.
La procédure du Writ of Assistance, créée sous Cromwell, permet de rendre cette lourde fiscalité possible par l'autorisation judiciaire des perquisitions. En 1698 puis en 1705 de nouvelles taxes sur le sucre sont ajoutées aux précédentes. En 1705, le sucre roux est taxé à hauteur de 342 %, un niveau jugé prohibitif. Le résultat est une stagnation des importations anglaises de sucre entre 1699 et 1713, à 44 milliers de tonnes, contre 438,3 milliers de tonnes, au détriment de la Barbade, alors qu'elles explosent en France. Le sucre de Jamaïque est alors exporté en contrebande, en grande partie, mais cette filière est privée de la puissance commerciale des ports de Bristol et Londres, plaques tournantes de la réexportation. La législation française se durcissant ensuite en 1713, la contrebande passe ensuite par Newport qui devient dans les années 1730, la plaque tournante américaine du trafic de mélasse venue des Antilles françaises, et la capitale des négriers et distilleries.
Le parlement anglais créa en 1696 un « Bureau des plantations » et en 1699 une « Société pour la propagation des connaissances chrétiennes », dans les colonies. Un corps professionnel, la Commission of customs and excise fut institué, sous la direction du secrétaire à la Guerre Sir William Blathwayt (1649-1717), qui regroupe 5947 douaniers et contrôleurs fiscaux dès 1717, selon l'historien Robin Blackburn.
Cette fiscalité élevée amène le lobby colonial à tenter à Londres, d'éviter l'importation de sucre des îles françaises via la contrebande. Le Massachusetts, où se sont développées des distilleries, importait par exemple 156 000 gallons de mélasse des Antilles britanniques en 1688, mais ce montant tombe à 72 000 gallons, deux fois moins, en 1716, année où le Massachusetts importe 105 000 galons de mélasse des Antilles françaises.
Pour y remédier le parlement anglais vote le Sugar and Molasses Act de 1733, qui taxe les mélasses de Saint-Domingue arrivant en Nouvelle-Angleterre, puis en 1764 le Sugar Act, qui sera l'une des causes de la Guerre d'indépendance américaine.
Les distilleries des Treize colonies avaient de leur côté réclamé en 1733 un monopole sur la production du rhum. Londres a souhaité par cette nouvelle taxe les ramener à l'ordre, en pénalisant leurs approvisionnements. Leurs autres productions, poisson salé, bois et construction navale, souvent vendus à Saint-Domingue, sont plus difficiles à taxer. Londres s'inquiète de la croissance rapide de la flotte des Treize colonies, déjà forte de 1500 vaisseaux.
La taxe de 1733 vise en particulier, selon l'historien John Miller, à freiner la croissance de la colonie française de Saint-Domingue, où vit une partie de la communauté des réfugiés jacobites en France, en particulier les Irlandais de Nantes, qui ont réussi dans la culture du sucre et financent une série d'expéditions militaires en Irlande et en Écosse, en 1708 et 1715. La plus célèbre, financée par Antoine Walsh, a échoué lors de la bataille de Culloden. Les planteurs de la Jamaïque constatent alors que Saint-Domingue est devenue dès 1720 le premier producteur de sucre du monde.
La Grande-Bretagne n'a pas réellement cherché à appliquer sévèrement cette taxe, ni à la révoquer, ce qui entraîne le développement de la contrebande, de la corruption et de l'intimidation des agents des douanes. Une deuxième loi est votée en 1750 mais elle connaît le même sort. Le Sugar Act de 1764, voulue par Premier ministre George Grenville après la victoire britannique lors de la guerre de Sept Ans, a diminué de moitié les droits sur la mélasse non britannique mais elle est appliquée rigoureusement par le gouvernement de Grande-Bretagne et freine brutalement la croissance de Saint-Domingue, de la Martinique et de la Guadeloupe tout en semant les germes de la guerre d'indépendance américaine.

### Bibliographie

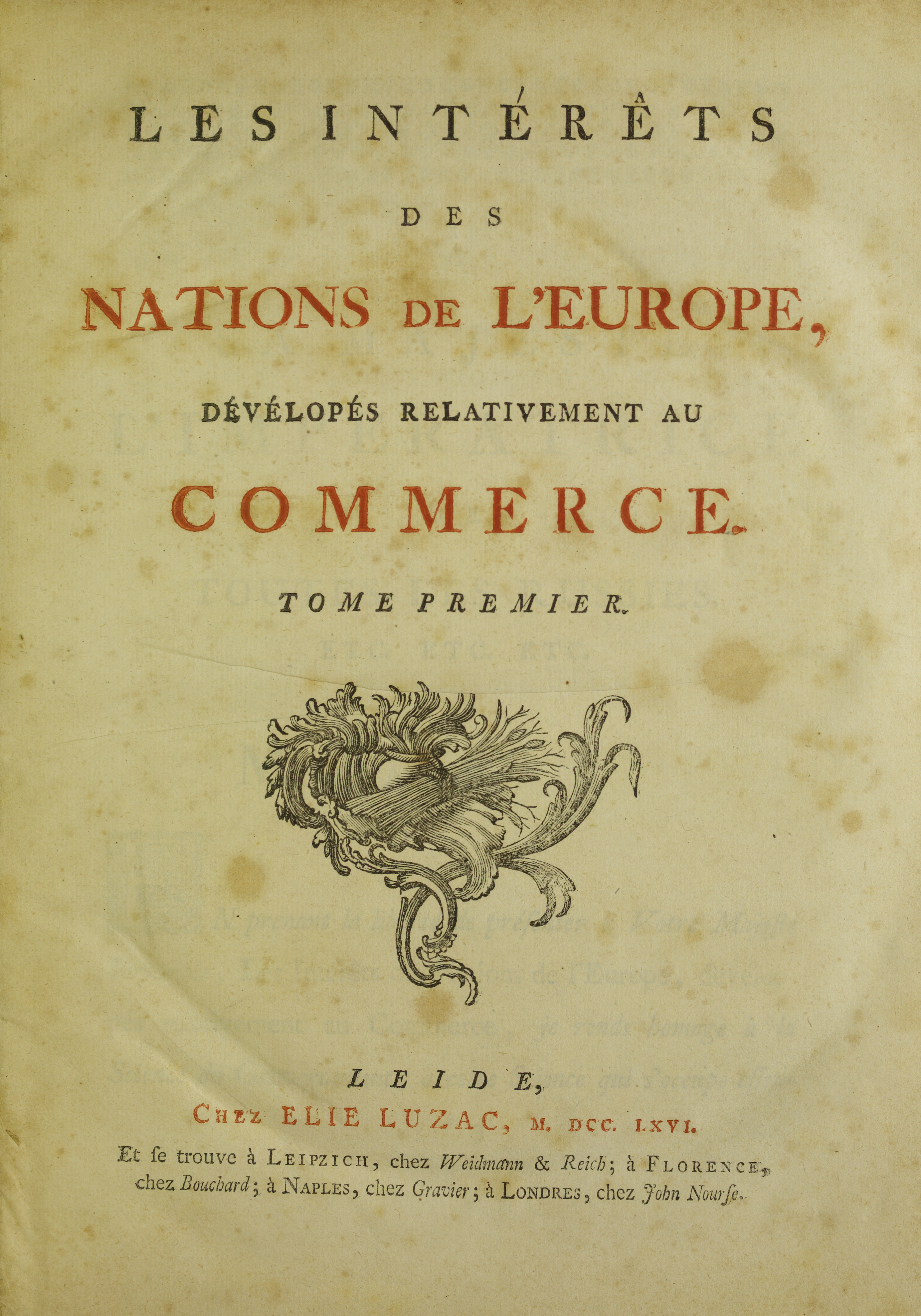
Intérêts des nations de l'Europe, dévélopés relativement au commerce, 1766